# Aroeiras do Itaim
Aroeiras do Itaim é um município brasileiro do estado do Piauí, Região Nordeste do país. Sua população estimada em 2017 era de 2 511 habitantes.

## História
O povoado teve sua origem por volta da metade do século XIX, onde foram formadas ali algumas comunidades negras recém libertados após a abolição da escravatura. Posteriormente, fazendeiros da região de Picos e Rodeador, atual Santo Antônio de Lisboa adquiriram terras e utilizavam-se da mão de obra dos negros.
O município de Aroeiras do Itaim foi criado pela lei estadual nº 5.094, de 27 de outubro de 1999, desmembrando-se de Picos e instalando-se em 1º de janeiro de 2005.

## Geografia
De acordo com a divisão do Instituto Brasileiro de Geografia e Estatística vigente desde 2017, o município pertence às Regiões Geográficas Intermediária e Imediata de Picos. Até então, com a vigência das divisões em microrregiões e mesorregiões, o município fazia parte da microrregião de Picos, que por sua vez estava incluída na mesorregião do Sudeste Piauiense.

## Localização
| Noroeste: Paquetá             | Norte: Picos     | Nordeste: Geminiano  |
| Oeste: Paquetá                |                  | Leste: Geminiano     |
| Sudoeste: Santa Cruz do Piauí | Sul: Itainópolis | Sudeste: Itainópolis |

## Lista de prefeitos
Ver: Lista de prefeitos de Aroeiras do Itaim